# Новицький Олекса Миколайович
Олекса Миколайович Новицький (нар. 20 квітня 1914, с. Пії — пом. 26 червня 1992, Київ) — український радянський поет, перекладач, заслужений працівник культури Грузинської РСР, член КПРС з 1942 року, член Спілки письменників України.

## Життєпис
Народився 20 квітня 1914 р. в селі Пії Канівського повіту Київської губернії в селянській родині. Вірші почав писати ще у шкільні роки. Закінчив педагогічний технікум імені Бориса Грінченка, який тоді був відділом Київського університету. Після закінчення педтехнікуму працював учителем у селах Гатне та Білогородка.
З 1932 по 1940 рік працював у редакціях газет «Молодий пролетар», «Більшовик», Комсомолець України, «Вісті», «Київська правда» та часописах «Вітчизна», «Україна» тощо.

Могила Олекси Новицького, Байкове кладовище

Учасник німецько-радянської війни. Працював військовим кореспондентом газет «Комуніст», «Радянська Україна», «Красная Армия». У серпні 1942 року був поранений. Після одужання виконував обов'язки начальника відділу молодіжно-партизанського мовлення на радіостанції при Раді міністрів УРСР. Нагороджений медаллю «Партизанові Вітчизняної війни» 1 ступеня та іншими нагородами.
Після війни працював деякий час секретарем Павла Тичини.
Помер на 79-му році життя 26 червня 1992 року в Києві. Похований разом з дружиною на Байковому кладовищі (ділянка № 49а, 50°25′0.92″ пн. ш. 30°30′4.74″ сх. д. / 50.4169222° пн. ш. 30.5013167° сх. д.).

## Творчість
Значну частину свого життя присвятив Тарасу Шевченку. Зокрема, Шевченкові присвятив поетичні твори «Голос Кобзаря» (1942), «Здрастуй, земле Тарасова!» (1944), «Пам'ятник в Канаді» (1956), «Шевченко і Олдрідж» (1957), «Сеспель перекладає „Катерину“» (1960), «Слався, великий Кобзарю» (1964) тощо. Новицький автор розвідки «Тарас Шевченко і Айра Олдрідж» (1966), статті «Тарас Шевченко і Акакій Церетелі» (1948).
Олекса Новицький був упорядником двотомної антології «Поезія грузинського народу» (1961, у співавт.), антології молодої поезії «Сонячне гроно» (1970), «Райдужними мостами» (1968), «Голоси Азербайджану» (1981) та ін. видань, редактором кількох збірників перекладів.
Новицький також автор тексту пісень до фільмів: «Блакитні дороги» (1947), «Калиновий гай», «Доля Марини» (1953), «Народжені бурею» (1957), «Киянка» (1960), «Спадкоємці» (1960), «Між добрими людьми» (1962).

### Поезії
- «Ми йдемо на бій» (1942);
- «Живи, Україно» (рос. мовою, 1943);
- «Україна сонячна моя» (1966);
- «Славлю мою Батьківщину» (збірка пісень, 1978).

### Переклади
Олекса Новицький переклав українською мовою твори про Шевченка багатьох поетів: російського поета В. Лебедєва-Кумача «Народ не забув свого Тараса» (1960), білоруських поетів М. Танка «Віснику свободи» (1964) та М. Климковича «На Віленській дорозі» (1963), грузинських поетів А. Жванія «Будеш сяяти людству» (1961), К. Каладзе «Кобзар» (1964), Г. Леонідзе «Тарасові Шевченку» (1960) та Й. Нонешвілі «Дерево Шевченка» (1963), вірменського поета Г. Саряна «Тарасові Шевченку» (1961), казахського поета Г. Каїрбекова «Акин Тарас» (1964), литовського поета Е. Матузявічюса «Верба Шевченка» (1963) тощо. Його переклади увійшли до перекладів творчості Володимира Маяковського «Вибране (1914—1930)» у 1940 році.

## Цікаві факти
- В журналі «Перець» № 8 за 1984р розміщено дружній шарж А.Арутюнянца, присвячений 70-річчю митця.[2]